# Adolf Söderlund
Adolf Fredrik Söderlund, född 1 juli 1887 i Norrköping, död 1 februari 1974, var en svensk skolman.
Söderlund, som var son till en verkmästare, blev filosofie magister i Uppsala 1912 och filosofie licentiat 1925. Han var läroverkslärare i Vadstena 1915 och 1916, vid Pedagogiska skolan i Uppsala 1917–1921, i Motala 1921–1925, extra ordinarie lektor vid folkskoleseminariet i Stockholm 1926–1929, extra ordinarie adjunkt vid Norra Real 1929–1930, Norra Latin 1930–1931 och adjunkt vid Södra Latin 1931–1950. Söderlund var vidare lärare i psykologi och pedagogik vid Gymnastiska centralinstitutet 1934–1954, i stats- och samhällslära vid Krigshögskolan 1937–1944 och lektor vid folkskoleseminariet för manliga elever i Stockholm 1950–1954. 
Söderlund var redaktör för Pedagogisk tidskrift 1933–1961. Han utgav flera arbeten i tyska språket, i rättskrivningsfrågan och i olika skolfrågor samt recensioner av läroböcker och pedagogisk litteratur. Adolf Söderlund är begravd på Matteus begravningsplats i Norrköping.